# Шёнхайт, Михаэль
Михаэль Шёнхайт (нем. Michael Schönheit; род. 1961, Зальфельд) — немецкий органист и хоровой дирижёр, хормейстер.
Сын органиста, получил начальное музыкальное образование у своего отца. В 1985 г. окончил Лейпцигскую Высшую школу музыки, где его наставниками были Вольф Дитер Хаушильд (дирижирование), Гюнтер Коотц (фортепиано) и Вольфганг Шетелих (орган). По окончании курса Шёнхайт сменил своего отца на посту штатного органиста в церкви Святого Иоанна в Заальфельде, а также возглавил Тюрингский хор мальчиков. В 1986 году он получил более ответственное назначение, заняв пост штатного органиста Гевандхауза (до 1990 г. Шёнхайт совмещал эту позицию с заальфельдской), с 1991 г. начал работать как дирижёр с хором Гевандхауза. Выступая с Гевандхауз-оркестром и с Лейпцигским Баховским оркестром, Шёнхайт работал под началом таких дирижёров, как Курт Мазур, Мишель Плассон, Марек Яновский; по инициативе Мазура в 1995 г. выступил как солист с Нью-Йоркским филармоническим оркестром.
С 1994 г. Шёнхайт преподаёт в Нюрнбергской Высшей школе музыки. В том же году он стал художественным руководителем фестиваля «Мерзебургские органные дни», а в 1996 г. и штатным органистом кафедрального собора в Мерзебурге. Среди записей Шёнхайта, в частности, сборник органных произведений Листа, Юлиуса Ройбке и Макса Регера, некогда впервые исполненных на органе этого собора.